# Mortierella tsukubaensis
Mortierella tsukubaensis är en svampart som beskrevs av Ts. Watan. 2001. Mortierella tsukubaensis ingår i släktet Mortierella och familjen Mortierellaceae.   Inga underarter finns listade i Catalogue of Life.